# Systenoplacis fagei
Systenoplacis fagei is een spinnensoort uit de familie van de mierenjagers (Zodariidae).
De wetenschappelijke naam van de soort werd in 1937 als Cydrelichus fagei gepubliceerd door Reginald Frederick Lawrence.